# Abdul Wahid al Nur
Abdul Wahid Mohamed al Nur (também Abdel Wahid el-Nur ou Abdulwahid Mohammed Nour; em árabe: عبد الواحد محمد نور, ʿAbd al-Wāḥid Muḥammad Nūr; nascido em 1968) é o líder da facção rebelde do Exército/Movimento de Libertação do Sudão (al Nur). 
Nascido em Zalingei, em Darfur Ocidental, ele foi educado na Universidade de Cartum, onde se formou em direito em 1995 antes de trabalhar como advogado. Em junho de 1992, al Nur e outros da Universidade de Cartum criaram o Movimento de Libertação do Sudão para libertar o Sudão da Frente Islâmica Nacional.